# Difluorbenzeen
Difluorbenzeen is een organische verbinding met als brutoformule C6H4F2. De stof is opgebouwd uit een benzeenring met 2 fluoratomen. Er bestaan 3 isomeren:
- 1,2-difluorbenzeen (o-difluorbenzeen)
- 1,3-difluorbenzeen (m-difluorbenzeen)
- 1,4-difluorbenzeen (p-difluorbenzeen)

De chemische verschillen tussen de verbindingen zijn klein. In de fysische eigenschappen is vooral het verschil in dipoolmoment opvallend.

Structuurformule van 1,2-difluorbenzeen
Structuurformule van 1,3-difluorbenzeen
Structuurformule van 1,4-difluorbenzeen

Difluorbenzeen · Dichloorbenzeen · Dibroombenzeen · Di-joodbenzeen